# Europamästerskapen i karate 2025
Europamästerskapen i karate 2025 hölls mellan den 7 och 11 maj 2025 i Jerevan i Armenien. Det var den 60:e upplagan av europamästerskapen i karate.

## Medaljörer

### Herrar
| Gren               | Guld | Silver | Brons |
| Kata, individuellt | Enes Özdemir · Turkiet                                                                                           | Raúl Martín · Spanien                                                                                             | Vladimir Mijač · Montenegro |
| Kata, individuellt | Enes Özdemir · Turkiet                                                                                           | Raúl Martín · Spanien                                                                                             | Alessio Ghinami · Italien |
| Kata, lag          | Spanien Raúl Martín Salvador Balbuena Iván Martín Alejandro Galán                                                | Italien Alessio Ghinami Gianluca Gallo Mattia Busato Alessandro Iodice                                            | Frankrike Lucas Hoffmann Tom Peltier Mahel Stassiaux Gaëtan Coutière                                                                                     |
| Kata, lag          | Spanien Raúl Martín Salvador Balbuena Iván Martín Alejandro Galán                                                | Italien Alessio Ghinami Gianluca Gallo Mattia Busato Alessandro Iodice                                            | Turkiet Enes Özdemir Emre Vefa Göktaş Hüseyin Can Göksu                                                                                                  |
| Kumite 60 kg       | Achmed Achmedov European Karate Federation-1                                                                     | Orges Arifi · Albanien                                                                                            | Balša Vojinović · Montenegro |
| Kumite 60 kg       | Achmed Achmedov European Karate Federation-1                                                                     | Orges Arifi · Albanien                                                                                            | Yura Zalyan · Armenien |
| Kumite 67 kg       | Ömer Abdurrahim Özer · Turkiet                                                                                   | Jurik Ogannisian European Karate Federation-1                                                                     | Nenad Dulović · Montenegro |
| Kumite 67 kg       | Ömer Abdurrahim Özer · Turkiet                                                                                   | Jurik Ogannisian European Karate Federation-1                                                                     | Muhammed Özdemir · Tyskland |
| Kumite 75 kg       | Ernest Sharafutdinov European Karate Federation-1                                                                | Nemanja Mikulić · Montenegro                                                                                      | Betim Maliqi · Kosovo |
| Kumite 75 kg       | Ernest Sharafutdinov European Karate Federation-1                                                                | Nemanja Mikulić · Montenegro                                                                                      | Konstantinos Zygouris · Grekland |
| Kumite 84 kg       | Ivan Kvesić · Kroatien                                                                                           | Valerij Tjobotar · Ukraina                                                                                        | Janne Haubold · Tyskland |
| Kumite 84 kg       | Ivan Kvesić · Kroatien                                                                                           | Valerij Tjobotar · Ukraina                                                                                        | Gor Nersisyan · Armenien |
| Kumite +84 kg      | Mehdi Filali · Frankrike                                                                                         | Anđelo Kvesić · Kroatien                                                                                          | Rizvan Talibov · Ukraina |
| Kumite +84 kg      | Mehdi Filali · Frankrike                                                                                         | Anđelo Kvesić · Kroatien                                                                                          | Matteo Avanzini · Italien |
| Kumite, lag        | Italien Luca Maresca Angelo Crescenzo Matteo Fiore Daniele De Vivo Matteo Avanzini Michele Martina Simone Marino | Kroatien Ivan Martinac Boran Berak Ivan Kvesić Anđelo Kvesić Dino Šimunec Ivan Pehar Toma Mileta Mislav Plesivčak | Grekland Ilias Psomas Konstantinos Mastrogiannis Georgios Baliotis Konstantinos Zygouris Athanasios Nikopoulos Christos-Stefanos Xenos Nikolaos Moraitis |
| Kumite, lag        | Italien Luca Maresca Angelo Crescenzo Matteo Fiore Daniele De Vivo Matteo Avanzini Michele Martina Simone Marino | Kroatien Ivan Martinac Boran Berak Ivan Kvesić Anđelo Kvesić Dino Šimunec Ivan Pehar Toma Mileta Mislav Plesivčak | Frankrike Ryan Gari Ilies Elguir Issa Lardjoum Kilian Cizo Enzo Berthon Mehdi Filali Younesse Salmi Thanh-Liêm Lê                                        |

### Damer
| Gren               | Guld                                                                             | Silver                                                                          | Brons                                                                               |
| Kata, individuellt | Terryana D'Onofrio · Italien                                                     | Helvétia Taily · Frankrike                                                      | Dilara Bozan · Turkiet                                                              |
| Kata, individuellt | Terryana D'Onofrio · Italien                                                     | Helvétia Taily · Frankrike                                                      | Paola García · Spanien                                                              |
| Kata, lag          | Spanien Paola García Carla Guardeño Irene Carrión Sara Tabuenca                  | Portugal Ana Sofia Cruz Natacha Fernandes Maisa Caridade Beatriz Portal         | Italien Terryana D'Onofrio Michela Rizzo Elena Roversi Orsola D'Onofrio             |
| Kata, lag          | Spanien Paola García Carla Guardeño Irene Carrión Sara Tabuenca                  | Portugal Ana Sofia Cruz Natacha Fernandes Maisa Caridade Beatriz Portal         | Frankrike Maï-Linh Bui Marie Bui Léa Severan                                        |
| Kumite 50 kg       | Ema Sgardelli · Kroatien                                                         | Erminia Perfetto · Italien                                                      | Aleksandra Mihailova · Lettland                                                     |
| Kumite 50 kg       | Ema Sgardelli · Kroatien                                                         | Erminia Perfetto · Italien                                                      | Shara Hubrich · Tyskland                                                            |
| Kumite 55 kg       | Mia Bitsch · Tyskland                                                            | Jennifer Warling · Luxemburg                                                    | Ivet Goranova · Bulgarien                                                           |
| Kumite 55 kg       | Mia Bitsch · Tyskland                                                            | Jennifer Warling · Luxemburg                                                    | Anna Tjernysjeva European Karate Federation-1                                       |
| Kumite 61 kg       | Oleksandra Soholova · Ukraina                                                    | Beata Girvica · Lettland                                                        | Anna-Johanna Nilsson · Sverige                                                      |
| Kumite 61 kg       | Oleksandra Soholova · Ukraina                                                    | Beata Girvica · Lettland                                                        | Anastasiia Semenenko · Tyskland                                                     |
| Kumite 68 kg       | Hannah Riedel · Tyskland                                                         | María Nieto · Spanien                                                           | Elina Sieliemienieva · Ukraina                                                      |
| Kumite 68 kg       | Hannah Riedel · Tyskland                                                         | María Nieto · Spanien                                                           | Elena Quirici · Schweiz                                                             |
| Kumite +68 kg      | Kyriaki Kydonaki · Grekland                                                      | Dariia Bulay · Ukraina                                                          | Nikolina Golomboš · Kroatien                                                        |
| Kumite +68 kg      | Kyriaki Kydonaki · Grekland                                                      | Dariia Bulay · Ukraina                                                          | María Torres · Spanien                                                              |
| Kumite, lag        | Tyskland Johanna Kneer Shara Hubrich Mia Bitsch Hannah Riedel Madeleine Schröter | Frankrike Thalya Sombe Sydney Yvon Natanaële Flamand Clémence Péa Jenna Touvrey | Italien Viola Lallo Silvia Semeraro Clio Ferracuti Veronica Brunori Sofia Ferrarini |
| Kumite, lag        | Tyskland Johanna Kneer Shara Hubrich Mia Bitsch Hannah Riedel Madeleine Schröter | Frankrike Thalya Sombe Sydney Yvon Natanaële Flamand Clémence Péa Jenna Touvrey | Kosovo Elmedina Istogu Vlera Qerimi Fortesa Orana Behije Mustafa                    |

## Medaljtabell
*   Värdland ( Armenien)
| Nr                   | Nation                       | Guld | Silver | Brons | Totalt |
| -------------------- | ---------------------------- | ---- | ------ | ----- | ------ |
| 1                    | Tyskland                     | 3    | 0      | 4     | 7      |
| 2                    | Italien                      | 2    | 2      | 4     | 8      |
| 3                    | Spanien                      | 2    | 2      | 2     | 6      |
| 4                    | Kroatien                     | 2    | 2      | 1     | 5      |
| –                    | European Karate Federation-1 | 2    | 1      | 1     | 4      |
| 5                    | Turkiet                      | 2    | 0      | 2     | 4      |
| 6                    | Frankrike                    | 1    | 2      | 3     | 6      |
| 7                    | Ukraina                      | 1    | 2      | 2     | 5      |
| 8                    | Grekland                     | 1    | 0      | 2     | 3      |
| 9                    | Montenegro                   | 0    | 1      | 3     | 4      |
| 10                   | Lettland                     | 0    | 1      | 1     | 2      |
| 11                   | Albanien                     | 0    | 1      | 0     | 1      |
| 11                   | Luxemburg                    | 0    | 1      | 0     | 1      |
| 11                   | Portugal                     | 0    | 1      | 0     | 1      |
| 14                   | Armenien*                    | 0    | 0      | 2     | 2      |
| 14                   | Kosovo                       | 0    | 0      | 2     | 2      |
| 16                   | Bulgarien                    | 0    | 0      | 1     | 1      |
| 16                   | Schweiz                      | 0    | 0      | 1     | 1      |
| 16                   | Sverige                      | 0    | 0      | 1     | 1      |
| Totalt (18 nationer) | Totalt (18 nationer)         | 16   | 16     | 32    | 64     |